# Waldolwisheim
Waldolwisheim (en Alsacien : Wololse) est une commune française située dans la circonscription administrative du Bas-Rhin et, depuis le 1er janvier 2021, dans le territoire de la Collectivité européenne d'Alsace, en région Grand Est.
Cette commune se trouve dans la région historique et culturelle d'Alsace.
Ses habitants sont surnommés les Wackelsteinbich (« ventres remplis de galets »).

## Géographie

### Localisation
L'altitude de Waldolwisheim est de 200 mètres environ. Sa superficie est de 5,65 km2. Sa densité de population est de 95 habitants par km2. Waldolwisheim a une latitude de 48.734 degrés et une longitude de 7.439 degrés.
Les villes et villages les plus proches de Waldolwisheim sont : Furchhausen à 1,63 km, Altenheim à 2,54 km, Schwenheim  à 3,04 km, Dettwiller à 3,13 km, Lupstein à 3,46 km.

### Hydrographie
La commune est dans le bassin versant du Rhin au sein du bassin Rhin-Meuse. Elle est drainée par la Mossel, le ruisseau le Drusenbach et le ruisseau le Froeschloch,.
La Mossel, d'une longueur totale de 21,2 km, prend sa source dans la commune de Dabo et se jette  dans la Zorn à Dettwiller, après avoir traversé douze communes. 

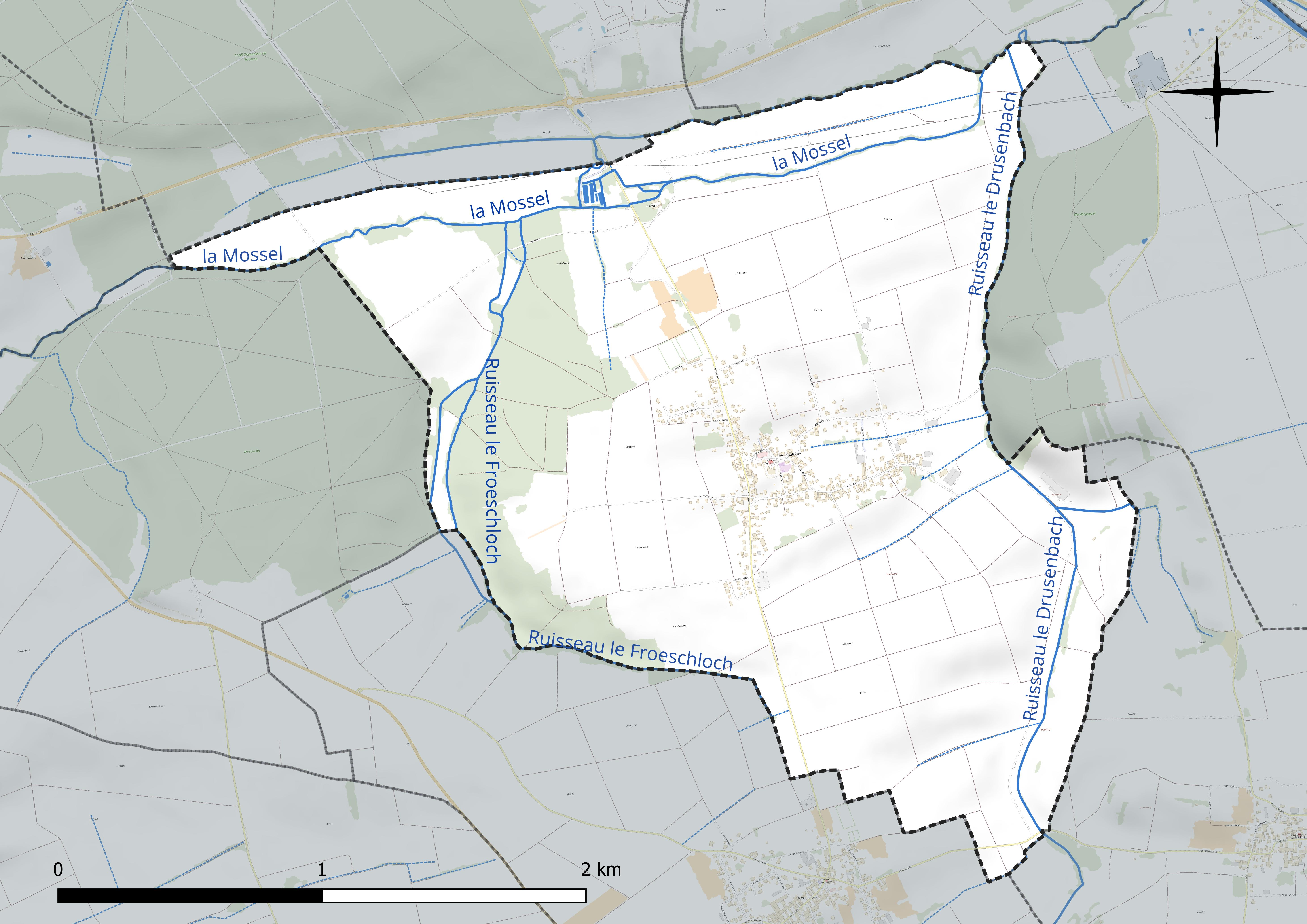
Réseau hydrographique de Waldolwisheim.

### Climat
Pour des articles plus généraux, voir Climat du Grand Est et Climat du Bas-Rhin.
En 2010, le climat de la commune est de type climat des marges montargnardes, selon une étude du Centre national de la recherche scientifique s'appuyant sur une série de données couvrant la période 1971-2000. En 2020, Météo-France publie une typologie des climats de la France métropolitaine dans laquelle la commune est exposée à un climat semi-continental et est dans la région climatique  Vosges, caractérisée par une pluviométrie très élevée (1 500 à 2 000 mm/an) en toutes saisons et un hiver rude (moins de 1 °C). 
Pour la période 1971-2000, la température annuelle moyenne est de 10,5 °C, avec une amplitude thermique annuelle de 17,6 °C. Le cumul annuel moyen de précipitations est de 792 mm, avec 10,8 jours de précipitations en janvier et 10,1 jours en juillet. Pour la période 1991-2020, la température moyenne annuelle observée sur la station météorologique de Météo-France la plus proche, « Waltenheim-sur-zorn », sur la commune de Waltenheim-sur-Zorn à 14 km à vol d'oiseau, est de 11,3 °C et le cumul annuel moyen de précipitations est de 652,2 mm. 
La température maximale relevée sur cette station est de 38 °C, atteinte le 7 août 2015 ; la température minimale est de −14,9 °C, atteinte le 20 décembre 2009,,. 
Les paramètres climatiques de la commune ont été estimés pour le milieu du siècle (2041-2070) selon différents scénarios d'émission de gaz à effet de serre à partir des nouvelles projections climatiques de référence DRIAS-2020. Ils sont consultables sur un site dédié publié par Météo-France en novembre 2022.

## Urbanisme

### Typologie
Au 1er janvier 2024, Waldolwisheim est catégorisée bourg rural, selon la nouvelle grille communale de densité à sept niveaux définie par l'Insee en 2022.
Elle est située hors unité urbaine. Par ailleurs la commune fait partie de l'aire d'attraction de Strasbourg (partie française), dont elle est une commune de la couronne,. Cette aire, qui regroupe 268 communes, est catégorisée dans les aires de 700 000 habitants ou plus (hors Paris),.

### Occupation des sols
L'occupation des sols de la commune, telle qu'elle ressort de la base de données européenne d’occupation biophysique des sols Corine Land Cover (CLC), est marquée par l'importance des territoires agricoles (78,8 % en 2018), en diminution par rapport à 1990 (81 %). La répartition détaillée en 2018 est la suivante : 
terres arables (53,8 %), prairies (25 %), forêts (12 %), zones urbanisées (9,2 %). L'évolution de l’occupation des sols de la commune et de ses infrastructures peut être observée sur les différentes représentations cartographiques du territoire : la carte de Cassini (XVIIIe siècle), la carte d'état-major (1820-1866) et les cartes ou photos aériennes de l'IGN pour la période actuelle (1950 à aujourd'hui).

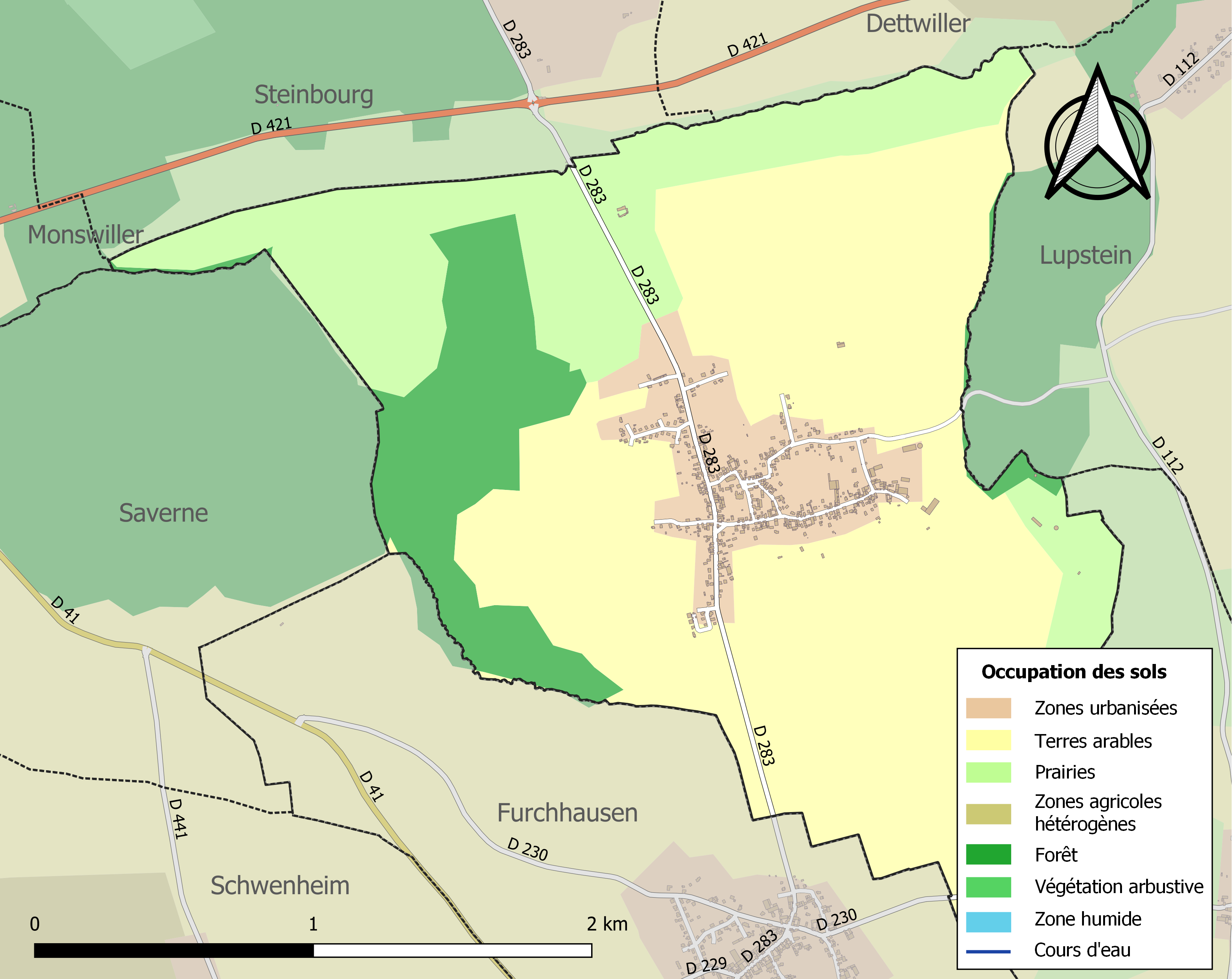
Carte des infrastructures et de l'occupation des sols de la commune en 2018 (CLC).

## Toponymie
Le nom de la localité est attesté sous les formes Onolfesheim au Xe siècle; Onolvesheim au XIe siècle, en 1120; Waltonolsheim en 1290; Waldonolvisheim en 1317; Waltowisheim et Waltolsheim, en 1350, rappelant la forêt avec ce Wald- (forêt).
Wollolse en alémanique.

## Histoire
Située sur la voie romaine de Wasselonne à Ingwiller, Waldolwisheim est probablement de fondation antique. Le patron primitif de la paroisse est saint Martin. Saint Pancrace, martyr du IVe siècle, lui succède, sans doute pendant la Contre-Réforme. Le village appartient aux vingt-huit communes placées sous la double autorité de l'empereur et de l'évêque.
En 1515, c'est ce dernier qui devient le seul seigneur, et ce jusqu'à la Révolution. En 1826, le village compte 757 habitants catholiques. La proximité de Saverne, Steinbourg et Dettwiller stimule la commune, dont la démographie, en baisse après la Seconde Guerre mondiale, reprend à la fin du XXe siècle.

## Politique et administration

### Liste des maires
| Période                                  | Période                   | Identité                                   | Étiquette | Qualité               |
| ---------------------------------------- | ------------------------- | ------------------------------------------ | --------- | --------------------- |
| Les données manquantes sont à compléter. |                           |                                            |           |                       |
| mars 2001                                | En cours (au 31 mai 2020) | Marc Wintz, Réélu pour le mandat 2020-2026 |           | Professeur des écoles |

### Budget et fiscalité 2016
En 2016, le budget de la commune était constitué ainsi :
- total des produits de fonctionnement : 331 000 €, soit 593 € par habitant ;
- total des charges de fonctionnement : 323 000 €, soit 578 € par habitant ;
- total des ressources d’investissement : 183 000 €, soit 327 € par habitant ;
- total des emplois d’investissement : 182 000 €, soit 326 € par habitant.
- endettement : 388 000 €, soit 694 € par habitant.

Avec les taux de fiscalité suivants :
- taxe d’habitation : 11,05 % ;
- taxe foncière sur les propriétés bâties : 11,54 % ;
- taxe foncière sur les propriétés non bâties : 34,93 % ;
- taxe additionnelle à la taxe foncière sur les propriétés non bâties : 0,00 % ;
- cotisation foncière des entreprises : 0,00 %.

## Population et société

### Démographie
L'évolution du nombre d'habitants est connue à travers les recensements de la population effectués dans la commune depuis 1793. Pour les communes de moins de 10 000 habitants, une enquête de recensement portant sur toute la population est réalisée tous les cinq ans, les populations de référence des années intermédiaires étant quant à elles estimées par interpolation ou extrapolation. Pour la commune, le premier recensement exhaustif entrant dans le cadre du nouveau dispositif a été réalisé en 2008.

En 2022, la commune comptait 551 habitants, en évolution de −4,34 % par rapport à 2016 (Bas-Rhin : +3,17 %, France hors Mayotte : +2,11 %).
| 1793 | 1800 | 1806 | 1821 | 1831 | 1836 | 1841 | 1846 | 1851 |
| ---- | ---- | ---- | ---- | ---- | ---- | ---- | ---- | ---- |
| 483  | 539  | 615  | 736  | 731  | 741  | 681  | 718  | 747  |

| 1856 | 1861 | 1866 | 1871 | 1875 | 1880 | 1885 | 1890 | 1895 |
| ---- | ---- | ---- | ---- | ---- | ---- | ---- | ---- | ---- |
| 720  | 670  | 643  | 636  | 633  | 621  | 597  | 602  | 573  |

| 1900 | 1905 | 1910 | 1921 | 1926 | 1931 | 1936 | 1946 | 1954 |
| ---- | ---- | ---- | ---- | ---- | ---- | ---- | ---- | ---- |
| 564  | 532  | 518  | 511  | 541  | 519  | 494  | 516  | 504  |

| 1962 | 1968 | 1975 | 1982 | 1990 | 1999 | 2006 | 2008 | 2013 |
| ---- | ---- | ---- | ---- | ---- | ---- | ---- | ---- | ---- |
| 469  | 465  | 465  | 562  | 562  | 530  | 537  | 539  | 545  |

| 2018 | 2022 | - | - | - | - | - | - | - |
| ---- | ---- | - | - | - | - | - | - | - |
| 573  | 551  | - | - | - | - | - | - | - |

### Sports
Le stade de football de Waldolwisheim héberge le club de football du village : le FCW. Il a été créé en 1934 et l'équipe est actuellement en D3 pyramide B (3e division) de la LAFA (ligue d'Alsace de football). Le 15 août 2010, l'équipe a joué pour la première fois la Coupe de France.
En 2014, son président est Thierry Henning, en poste depuis 2012.
Chaque année se déroulent les « Courses de Waldo » le 13 juillet. C'est une série de courses à pied pour tous âges et tous niveaux. Pour les adultes, les courses sont de 7 et de 15 km. Depuis 2018 il existe également une course dite " nature" de 12 km. Les records sont détenus par Gaëtan Huck sur le 7 km en 2021 en 22 min 34 s et Pierre Joncheray sur le 15 km en 2012 en 49 min 18 s 5.

## Culture locale et patrimoine

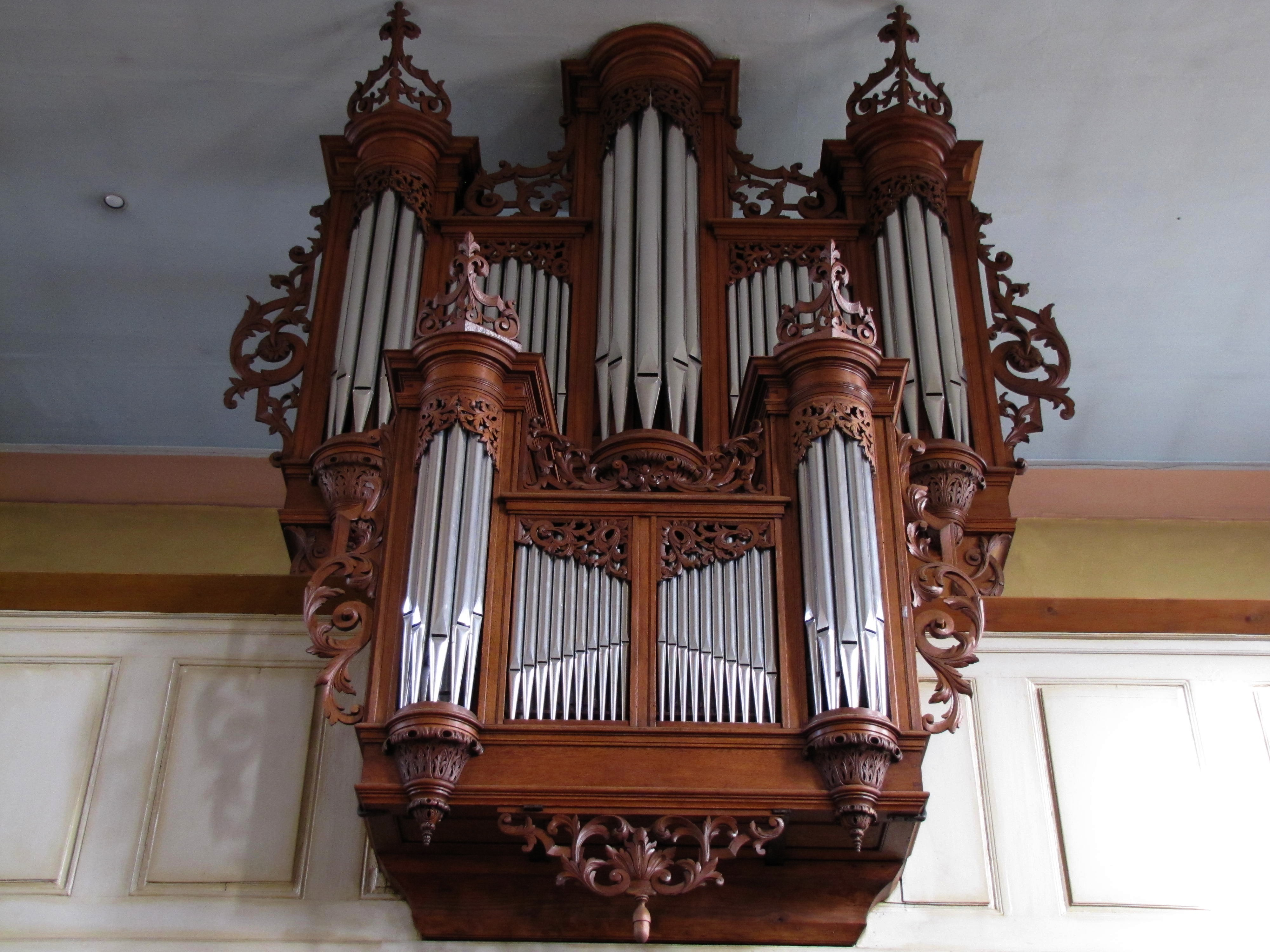
Buffet de l'orgue Andreas Silbermann (1733).

### Lieux et monuments
- Église Saint-Pancrace[24] et son orgue de 1733[25],[26],[27],[28],[29].

- Presbytère[30].
- Moulin[31].
- Croix de chemins[32].
- Monument aux morts. Conflits commémorés 1914-18 et 1939-45[33].
- La Piéta du cimetière[34].

### Héraldique
| Blason de Waldolwisheim | Blason  | D'or à l'aigle de sable, armée de gueules, à la fasce du même brochant sur le tout. |
| Blason de Waldolwisheim | Détails |                                                                                     |